# جان مارک
جان مارک (انگلیسی: John Mark;  (زندگی نخستین سده میلادی) یک قدیس مسیحی بود. در اعمال رسولان به عنوان دستیار همراه پولس رسول و  برنابا در سفرهای تبلیغی آنها نام برده شده‌است. به‌طور سنتی او را با مرقس انجیلی، نویسنده سنتی انجیل مرقس یکسان می‌دانند.